# 巴斯克旗幟
巴斯克旗幟是代表巴斯克地區的旗幟，也是西班牙北部巴斯克自治區的旗幟。設計和英國國旗有些相近，為紅底，中間有白色十字和綠色十字交叉。紅色象徵白斯克人，綠色象徵格爾尼卡的橡樹，白色十字象徵對天主教的信仰。同时也被使用到了法國海外屬地圣皮埃尔和密克隆的旗幟當中。

## 相似的旗帜

保加利亚海军旗帜
格鲁吉亚海军旗帜
丰塔纳尔斯-德塞尔达尼亚市旗
英国国旗
丹麦国旗

## 外部連結
- www.ikurrinamunduan.com Photographs in which the Ikurriña appears outside the borders of Euskal Herria.
- The French regiment des Cars used a similar flag in the 18th century.